# Morgan Mitchell
Morgan Mitchell (née le 3 octobre 1994 à Carlton) est une athlète australienne, spécialiste du 400 mètres.

## Biographie
4e du relais 4 x 400 m des Jeux du Commonwealth de Glasgow en 2014, elle atteint la finale olympique (7e) à Rio en 2016 sur la même épreuve.
Elle est championne d'Australie du 400 m en 2015, 2016 et 2017.
Elle passe sur 800 m en 2019 et porte son record lors de saison australienne à 2 min 01 s 60. Elle remporte la médaille de bronze des championnats d'Océanie sur la distance derrière Catriona Bisset et Angela Petty, décrochant sa première médaille internationale. Le 21 juillet, elle porte son record à 2 min 00 s 06 lors du London Grand Prix.

## Vie privée
Morgan Mitchell a deux sœurs. Elle a coupé les ponts avec son père après une relation difficile entre les deux.
Elle a souffert de dépression mentale en 2017, se mettant à boire régulièrement du vin (alors qu'elle ne boit de l'alcool uniquement 3 fois par an), et en pleurant dans sa voiture avant et après l'entraînement.
Elle est en couple avec le hurdler américain Devon Allen,.

## Palmarès
| Date | Compétition               | Lieu           | Résultat | Épreuve   | Temps         |
| ---- | ------------------------- | -------------- | -------- | --------- | ------------- |
| 2014 | Jeux du Commonwealth      | Glasgow        | 4e       | 4 x 400 m | 3 min 30 s 27 |
| 2015 | Relais mondiaux de l'IAAF | Nassau         | 7e       | 4 x 400 m | 3 min 30 s 03 |
| 2016 | Jeux olympiques           | Rio de Janeiro | 7e       | 4 x 400 m | 3 min 27 s 45 |
| 2017 | Relais mondiaux de l'IAAF | Nassau         | 5e       | 4 x 400 m | 3 min 28 s 80 |
| 2018 | Jeux du Commonwealth      | Gold Coast     | 5e       | 4 x 400 m | 3 min 27 s 43 |
| 2019 | Championnats d'Océanie    | Townsville     | 3e       | 800 m     | 2 min 05 s 02 |
| 2019 | Championnats d'Océanie    | Townsville     | 1re      | 4 x 400 m | 3 min 38 s 86 |
| 2019 | Universiade               | Naples         | 8e       | 800 m     | 2 min 04 s 19 |
| 2019 | Universiade               | Naples         | 3e       | 4 x 400 m | 3 min 34 s 01 |

## Records
| Épreuve   | Temps         | Lieu           | Date            |
| --------- | ------------- | -------------- | --------------- |
| 400 m     | 51 s 25       | Birmingham     | 5 juin 2016     |
| 800 m     | 2 min 00 s 06 | Londres        | 21 juillet 2019 |
| 4 x 400 m | 3 min 25 s 71 | Rio de Janeiro | 19 août 2016    |